# You'll Be in My Heart
You'll Be In My Heart is het titelnummer van de tekenfilm Tarzan van Disney, geschreven en uitgevoerd door Phil Collins. Het nummer is terug te vinden op de soundtrack van Tarzan. Ook een versie gezongen door Glenn Close staat daarop.
In de Nederlandse Top 40 werd het nummer geen succes, het stond slechts vijf weken genoteerd, met 37 als hoogste positie. Het was de eerste notering van Collins in de top 40 sinds 1996. Het nummer won een Golden Globe en een Academy Award voor Beste Originele Nummer.
Het nummer is ook terug te vinden op de albums DisneyMania en DisneyMania 4. Op DisneyMania zingt echter Usher het nummer, op DisneyMania 4 is het Teddy Geiger.

## Tekst
You'll Be In My Heart wordt in de film gebruikt als Tarzans adoptiemoeder, de gorilla Kala, tegen hem zingt dat hij moet stoppen met huilen omdat zij hem zal beschermen. Ze zingt dat de baby altijd in haar hart zal zijn. In de film stopt het nummer na het eerste refrein. Op de soundtrack is wel de volledige versie te horen. In de verdere tekst wordt gezongen over het onbegrip over liefde tussen moeder en kind, terwijl die zo van elkaar verschillen. Het kind moet sterk zijn, ook al is de ouder niet bij hem.

## Hitnotering
| You'll Be In My Heart in de Nederlandse Top 40 binnen: 28 augustus 1999 | You'll Be In My Heart in de Nederlandse Top 40 binnen: 28 augustus 1999 | You'll Be In My Heart in de Nederlandse Top 40 binnen: 28 augustus 1999 | You'll Be In My Heart in de Nederlandse Top 40 binnen: 28 augustus 1999 | You'll Be In My Heart in de Nederlandse Top 40 binnen: 28 augustus 1999 | You'll Be In My Heart in de Nederlandse Top 40 binnen: 28 augustus 1999 | You'll Be In My Heart in de Nederlandse Top 40 binnen: 28 augustus 1999 |
| Week                                                                    | 1                                                                       | 2                                                                       | 3                                                                       | 4                                                                       | 5                                                                       |                                                                         |
| ----------------------------------------------------------------------- | ----------------------------------------------------------------------- | ----------------------------------------------------------------------- | ----------------------------------------------------------------------- | ----------------------------------------------------------------------- | ----------------------------------------------------------------------- | ----------------------------------------------------------------------- |
| Nummer                                                                  | 37                                                                      | 38                                                                      | 38                                                                      | 40                                                                      | 39                                                                      | uit                                                                     |

### NPO Radio 2 Top 2000
| Nummer met noteringen in de NPO Radio 2 Top 2000 | '05 | '06 | '07 | '08 | '09 | '10 | '11 | '12 | '13 | '14 | '15 | '16 | '17 | '18 | '19 | '20 | '21 | '22 | '23 | '24 |
| ------------------------------------------------ | --- | --- | --- | --- | --- | --- | --- | --- | --- | --- | --- | --- | --- | --- | --- | --- | --- | --- | --- | --- |
| You'll Be in My Heart                            | 862 | 523 | 444 | 808 | 487 | 486 | 577 | 594 | 450 | 558 | 537 | 678 | 657 | 526 | 608 | 572 | 617 | 565 | 540 | 556 |

1. ↑  Een vetgedrukt getal geeft de hoogste notering aan.
2. ↑  2005 was het eerste jaar met een notering voor dit nummer.